# Distretto di Velyka Novosilka
Il distretto di Velyka Novosilka (in ucraino Великоновосілківський район?) era un distretto dell'Ucraina, situato nell'oblast' di Donec'k. Il suo capoluogo era Velyka Novosilka. È stato soppresso con la riforma amministrativa del 2020.